# Helena, Alabama
Helena je grad u američkoj saveznoj državi Alabami, nalazi se u okruzima 	Shelby  i  Jefferson.

## Povijest
Helena je osnovana 1845. godine, 1856. grad je promijenio ime u Hillsboro.
Helena je miran gradić, posebno je omiljen kod obitelji s djecom, prema časopisu Business Week Helena je zauzela 13. mjesto prema izboru za najbolja mjesta za podizanje obitelji u SAD-u.Osmi je grad s najnižom stopom kriminala po stanovnika u SAD-u, prema časopisu Money Magazine's 2007.  godine rangirana je na 91. mjesto kao najpovoljnije mjesto za život u SAD-u.

## Zemljopis
Helena se nalazi u središnjem dijelu Alabame, smatra se predgrađem Birminghama i dio Greater-Birmingham Hoover gradskog područja. Zajedno s gradovima Alabaster i Pelham čini područje poznato kao  "Sjeverni Shelby" (eng.: "North Shelby") ili  "Sjeverni Shelby Okrug" (eng.: "North Shelby County").
Grad se prostire na 44,3 km² od čega je 44,2 km² kopneno područje, dok vodenih površina ima 0,1 km².

## Demografija
Po popisu stanovništva iz 2000. godine u grad je živjelo 10.296 stanovnika 	
u 3.828 kućanstva s 3,043 obitelji s prebivalištem u gradu, dok je prosječna gustoća naseljenosti 232,4 stan./km2.
Prema rasnoj podjeli u naselju živi najviše bijelaca 93,25%, Afroamerikanaca ima 5,00%, Indijanaca 0,20 %, Azijata 0,65%, pacifička rasa 0,02%, ostale rase 0,35% i dvije ili više rasa 0,52%

## Poznate osobe
- Vonetta Flowers američka olimpijka, vozačica boba

## Vanjske poveznice
- Službena stranica grada